# Huttonina furcata
Huttonina furcata är en tvåvingeart som beskrevs av Tonnoir och Malloch 1928. Huttonina furcata ingår i släktet Huttonina och familjen Huttoninidae. Inga underarter finns listade i Catalogue of Life.